# Jaroslav Tomsa
Jaroslav Tomsa (19. února 1930 Praha-Holešovice – 4. srpna 2015 Praha) byl český sportovec a přední filmový kaskadér.
Hrál fotbal, lední hokej, tenis a box, poté však jeho sportovní kariéru ukončil úraz, a proto se začal věnovat kaskadérství. Pracoval v barrandovských filmových ateliérech a po sametové revoluci založil kaskadérskou agenturu Filmka Stunt, kterou v roce 2000 předal svému kamarádovi Ladislavu Lahodovi.
Byl ženatý a měl dvě dcery.

## Filmografie (výběr)
- Ledoví muži (1960)
- Tarzanova smrt (1962)
- Limonádový Joe aneb Koňská opera (1964)
- Každý den odvahu (1964)
- Rozmarné léto (1967)
- Konec agenta W4C prostřednictvím psa pana Foustky (1967)
- Happy end (1967)
- Zločin v šantánu (1968)
- Pěnička a Paraplíčko (1970)
- Pane, vy jste vdova! (1970)
- Čtyři vraždy stačí, drahoušku (1970)
- Klíč (1971)
- Noc na Karlštejně (1973)
- Dny zrady (1973)
- Hroch (1973)
- 30 případů majora Zemana (1974)
- Zbraně pro Prahu (1974)
- Sokolovo (1974)
- Jáchyme, hoď ho do stroje! (1974)
- Drahé tety a já (1974)
- Hvězda padá vzhůru (1974)
- Osvobození Prahy (1975)
- Sarajevský atentát (1975)
- Smrt mouchy (1976)
- Zítra vstanu a opařím se čajem (1977)
- Honza málem králem (1977)
- Což takhle dát si špenát (1977)
- Ať žijí duchové! (1977)
- Adéla ještě nevečeřela (1977)
- Balada pro banditu (1978)
- Smrt stopařek (1979)
- Lásky mezi kapkami deště (1979)
- Arabela (1979)
- Temné slunce (1980)
- Signum laudis (1980)
- Postřižiny (1980)
- Buldoci a třešně (1980)
- Srdečný pozdrav ze zeměkoule (1982)
- Návštěvníci (1983)
- Létající Čestmír (1983)
- Jára Cimrman ležící, spící (1983)
- Anděl s ďáblem v těle (1983)
- Slavné historky zbojnické (1983)
- Dům pro dva (1987)
- Anděl svádí ďábla (1987)
- Pražská 5 (1988)
- Piloti (1988)
- Kamarád do deště (1988)
- Případ pro zvláštní skupinu (1989)
- Vracenky (1990)
- Král kolonád (1990)
- Arabela se vrací aneb Rumburak králem Říše pohádek (1993)
- Jak chutná smrt (1995)
- Zdivočelá země (1997)
- Obsluhoval jsem anglického krále (2006)